# Katarzyna Kubacka-Seweryn
Katarzyna Kubacka-Seweryn (ur. 11 czerwca 1965 w Koninie) – polska producentka, menadżerka kultury, prezes Fundacji Kultury i Sztuki TAKI JESTEM, twórczyni Akademii Filmowej „Otwórz oczy!” oraz Festiwalu Filmów-Spotkań NieZwykłych.

## Życiorys

### Wykształcenie
Uczęszczała do Szkoły Podstawowej nr 2 im. Mikołaja Kopernika w Słupcy. Naukę kontynuowała w I Liceum Ogólnokształcącym im. Tadeusza Kościuszki w Koninie, gdzie zdała maturę. Jest absolwentką filologii polskiej na Wydziale Filologii Polskiej i Klasycznej Uniwersytetu im. Adama Mickiewicza w Poznaniu. Pracę magisterską z zakresu filmoznawstwa napisała pod kierunkiem prof. Marka Hendrykowskiego. Temat „Symbolika czasu i przestrzeni w Kanale Andrzeja Wajdy” wytyczył jej dalszą ścieżkę zawodową. Na Wydziale Nauk Politycznych i Dziennikarstwa Uniwersytetu im. Adama Mickiewicza w Poznaniu studiowała podyplomowe dziennikarstwo.

### Praca zawodowa i zainteresowania
Przez pierwsze lata pracowała jako nauczycielka języka polskiego. W tym czasie razem z uczniami podejmowała wiele działań artystycznych i filmowych, wykraczających poza program podstawowego nauczania. Współpracowała m.in. z Międzynarodowym Festiwalem Filmów Młodego Widza Ale Kino! i TV Studiem Filmów Animowanych w Poznaniu.
Zdobyła dodatkowe doświadczenie zawodowe, tym razem z zakresu marketingu, w czasopiśmie PRESS. W 2001 rozpoczęła własną działalność w firmie CAMFILM. Zajmuje się organizacją imprez i wydarzeń filmowych, artystycznych, edukacyjnych.
Od początku realizowała samodzielnie, według własnego programu edukacyjny projekt Akademii Filmowej Otwórz oczy!. Współpracowała z ogólnopolskimi projektami. Najpierw były to Wielkopolska Edukacja Medialna, Nowe Horyzonty Edukacji Filmowej, później Interdyscyplinarny Program Edukacji Medialnej i Społecznej KinoSzkoła. Podczas dziewiętnastu edycji w kinach Konina i Wrześni filmy z tej inicjatywy obejrzało ponad 50 000 uczniów.  
Od 2003 realizuje według autorskiego pomysłu Festiwal Filmów-Spotkań NieZwykłych. Pierwsze edycje odbywały się w Kielcach, a w 2009 festiwal na stałe przeniósł się do Sandomierza.
W 2005 zasiadała w jury The International Images Film Festival for Women w Zimbabwe. W 2008 pracowała jako asystentka reżysera przy realizacji filmu U pana Boga za miedzą.
Jest pomysłodawczynią i producentką warsztatów filmowych pn. Filmowe Ogrody Wyobraźni (dawniej Ogrody Polskiej Animacji) odbywających się regularnie od 2008. W warsztatach wzięła udział również młodzież z Królestwa Maroka i Włoch. Do 2020 partnerem warsztatów była Sieć Kin Studyjnych i Lokalnych, Filmoteka Narodowa – Instytut Audiowizualny. 
W latach 2009–2011 wspólnie z Ambasadą RP w Rabacie i Instytutem Francuskim w Meknes organizowała "Spotkania z filmem polskim w Królestwie Maroka Otwórz oczy na polskie kino!" (Ouvrez vos yeux sur le cinéma polonais!).
Od 2011 realizuje cykl Salonów Poezji w Kinie Centrum Konińskiego Domu Kultury.
W 2015 stworzyła ogólnopolski projekt dla nauczycieli pn. Przestrzenie Inspiracji, który odbywał się w Lublinie i kontynuowany był w kolejnych latach, do 2018. Seminarium odpowiadało na potrzeby dotyczące realizacji ścieżek medialnych ze szczególnym uwzględnieniem treści wychowawczych. Założeniem było merytoryczne wsparcie nauczycieli do wykorzystania filmu w pracy z uczniami i przygotowanie do świadomego uczestnictwa w kulturze.
W 2017 zasiadła w jury 27. Festiwalu Mediów Człowiek w Zagrożeniu w Muzeum Kinematografii w Łodzi. W latach 2016–2020 była członkinią Rady Sieci Kin Studyjnych i Lokalnych.

### Życie prywatne
Od 2015 jest żoną aktora Andrzeja Seweryna.

## Wyróżnienia i nagrody
- 2009 – Nagroda Polskiego Instytutu Sztuki Filmowej w kategorii Edukacja Młodego Widza za autorski projekt Akademii Filmowej „Otwórz oczy!” (nominacja)
- 2010 – Nagroda Polskiego Instytutu Sztuki Filmowej w kategorii Edukacja Młodego Widza za warsztaty filmowe "Ogrody polskiej animacji" (nominacja)
- 2014 – Nagroda Polskiego Instytutu Sztuki Filmowej w kategorii Edukacja Młodego Widza za warsztaty filmowe "Ogrody polskiej animacji" (obecnie Filmowe Ogrody Wyobraźni)
- 2014 – Człowiek Roku Powiatu Sandomierskiego Echa Dnia za pomysł i organizację Festiwalu Filmów-Spotkań NieZwykłych
- 2017 – honorowa odznaka Prezydenta Miasta „Za Zasługi dla Miasta Konina”
- 2017 – Benedykt w dziedzinie kultury przyznawany przez Kapitułę Przeglądu Konińskiego
- 2018 – konkurs Komitetu Ochrony Praw Dziecka pn. Świat Przyjazny Dziecku (wyróżnienie) za projekt Przestrzenie Inspiracji – Kreatywne Atelier
- 2019 – Człowiek Roku, Gala Konińskiego Biznesu (nominacja)
- 2023 – "Bene Meritus" - Dobrze Zasłużony dla Miasta Sandomierza[3]

## Publikacje
W 1998 w książce „Debiuty polskiego kina”, pod redakcją prof. Marka Hendrykowskiego ukazał się wywiad rzeka z Janem Jakubem Kolskim pt. „Niewiele trzeba mówić trawie, żeby przytuliła”. W latach 2000–2012 była redaktorką i wydawczynią „Brulionu Filmowego Otwórz oczy!” - pisma dla nauczycieli zawierającego materiały merytoryczne i scenariusze lekcji.
Jest autorką wywiadów, zamieszczonych w wydanej w 2015 książce "Przestrzenie inspiracji", która stanowi zapis rozmów z Wojciechem Eichelbergerem, Krzysztofem Zanussim, Andrzejem Sewerynem oraz Ewą Sobolewską. Ważne dla polskiej kultury postaci, opowiadają w książce o źródłach, z których czerpią inspiracje do swojej działalności artystycznej.